# Hjalmar Kragh-Pedersen
Hjalmar Alexander Kragh-Pedersen, född 1883, död 1962, var en dansk konstnär.
Hjalmar Kragh-Pedersen var huvudsakligen autodidakt, och utförde naivt präglade målningar, ofta med sociala motiv, såsom 1 1/2 minuts paus, 1917. Hjalmar Kragh-Pedersen var ursprungligen expressionist men övergick i början av 1930-talet till ett mer realistiskt återgivande av figurer, stilleben och landskap.